# La Torette
La Torette est un immeuble classé érigé en 1662 et situé  en Belgique à Tilleur dans la commune de Saint-Nicolas (province de Liège).

## Localisation
Cette maison est sise au no 111 de la rue Chiff d'or à Tilleur. C'est la dernière maison de la rue qui mène au quartier de Petit-Bourgogne. Elle se situe au pied de la Heid des Vignes, un versant boisé de la vallée de la Meuse.

## Historique
Érigée en 1662, cette bâtisse est l'une des constructions les plus anciennes de la localité de Tilleur. Elle a été construite par les Frères Guillemins en remplacement d'un bâtiment plus ancien déjà cité au XIVe siècle. Au XVIIIe siècle, elle devient la propriété des princes-évêques de Liège et est utilisée par ceux-ci comme maison de campagne. Le bâtiment est complètement rénové en 1990 avec l’aide de la Région wallonne.

## Description
Le bâtiment est construit dans le style mosan en brique, pierre calcaire et tuffeau. Les pierres calcaires encadrent les différentes baies et occupent les angles du bâtiment sous la forme d'encadrements de baies harpés et de chaînages d'angle. 
La maison se compose de trois volumes contigus : la tour, le corps de logis et l'annexe. La tour carrée (côté d'environ 4 mètres) placée du côté sud domine le bâtiment. Elle compte une dizaine de bandeaux de pierre calcaire et est surmontée d'une toiture en ardoises à bulbe avec girouette. Le corps de logis de base carrée possède du côté est une façade-pignon de trois travées percée au rez-de-chaussée et au premier étage de baies à croisée sur la travée centrale et des baies à traverse sur les travées latérales. L'annexe située du côté nord, au pied du versant, a été reconstruite au XXe siècle dans un style similaire au corps de logis.

## Classement
La maison est reprise sur la Liste du patrimoine immobilier classé de Saint-Nicolas depuis le 15 mai 1964.